# Episodi di Diablo Guardián (seconda stagione)
La seconda stagione della serie televisiva Diablo Guardián, composta da 8 episodi, è stata interamente pubblicata a livello internazionale su Amazon Video il 12 aprile 2019. 
| nº | Titolo originale                   | Titolo italiano | Pubblicazione Messico | Pubblicazione Italia |
| -- | ---------------------------------- | --------------- | --------------------- | -------------------- |
| 1  | En busca de mi camaro amarillo     |                 | 12 aprile 2019        | 12 aprile 2019       |
| 2  | Overstock de mentiras              |                 | 12 aprile 2019        | 12 aprile 2019       |
| 3  | Corre, huye, desaparece... conmigo |                 | 12 aprile 2019        | 12 aprile 2019       |
| 4  | The Passenger                      |                 | 12 aprile 2019        | 12 aprile 2019       |
| 5  | Puntos suspensivos                 |                 | 12 aprile 2019        | 12 aprile 2019       |
| 6  | My Hero Is a Bastard               |                 | 12 aprile 2019        | 12 aprile 2019       |
| 7  | Amor apache                        |                 | 12 aprile 2019        | 12 aprile 2019       |
| 8  | Yo maté a Violetta                 |                 | 12 aprile 2019        | 12 aprile 2019       |